# Lista de estádios de futebol do Brasil
Esta é a lista de estádios de futebol do Brasil de acordo com dados dos administradores e proprietários dos estádios e do Cadastro Nacional de Estádios de Futebol (CNEF) editado pela Confederação Brasileira de Futebol (CBF) em 18 de janeiro de 2016.

## Os estádios
Para esta listagem, utilizaremos a capacidade liberada para os jogos, pois nem todos os estádios tem disponível a capacidade oficial reconhecida com uma medição oficial. Aqui estão sendo listados os maiores estádios do Brasil, tendo como base o CNEF (Cadastro Nacional de Estádios de Futebol) da CBF, divulgados em 18 de janeiro de 2016. A lista engloba os que tem capacidade a partir de 8 mil lugares.
Em negrito as capitais das unidades federativas, em itálico o maior estádio da unidade federativa. Em caso de estádios com a mesma capacidade, é ordenado por ordem alfabética.
| Pos. | Estádio                         | Localidade               | UF | Proprietário   | Capacidade |
| ---- | ------------------------------- | ------------------------ | -- | -------------- | ---------- |
| 1    | Maracanã                        | Rio de Janeiro           | RJ | Gov. Estadual  | 78 838     |
| 2    | Mané Garrincha                  | Brasília                 | DF | Gov. Distrital | 72 788     |
| 3    | MorumBIS                        | São Paulo                | SP | Privado        | 72 039     |
| 4    | Castelão                        | Fortaleza                | CE | Gov. Estadual  | 63 903     |
| 5    | Mineirão                        | Belo Horizonte           | MG | Gov. Estadual  | 61 846     |
| 6    | Arruda                          | Recife                   | PE | Privado        | 60 044     |
| 7    | Arena do Grêmio                 | Porto Alegre             | RS | Privado        | 55 662     |
| 8    | Mangueirão                      | Belém                    | PA | Gov. Estadual  | 53 645     |
| 9    | Beira-Rio                       | Porto Alegre             | RS | Privado        | 50 942     |
| 10   | Arena Fonte Nova                | Salvador                 | BA | Gov. Estadual  | 50 025     |
| 11   | Neo Química Arena               | São Paulo                | SP | Privado        | 48 905     |
| 12   | Nilton Santos                   | Rio de Janeiro           | RJ | Gov. Municipal | 46 831     |
| 13   | Arena de Pernambuco             | São Lourenço da Mata     | PE | Gov. Estadual  | 46 154     |
| 14   | Prudentão                       | Presidente Prudente      | SP | Gov. Municipal | 45 954     |
| 15   | Arena MRV                       | Belo Horizonte           | MG | Privado        | 44 892     |
| 16   | Albertão                        | Teresina                 | PI | Gov. Estadual  | 44 200     |
| 17   | Morenão                         | Campo Grande             | MS | Gov. Federal   | 44 200     |
| 18   | Arena Pantanal                  | Cuiabá                   | MT | Gov. Estadual  | 44 097     |
| 19   | Arena da Amazônia               | Manaus                   | AM | Gov. Estadual  | 44 000     |
| 20   | Allianz Parque                  | São Paulo                | SP | Privado        | 43 713     |
| 21   | Ligga Arena                     | Curitiba                 | PR | Privado        | 42 372     |
| 22   | Serra Dourada                   | Goiânia                  | GO | Gov. Estadual  | 42 000     |
| 23   | Couto Pereira                   | Curitiba                 | PR | Privado        | 40 502     |
| 24   | Castelão                        | São Luís                 | MA | Gov. Estadual  | 40 149     |
| 25   | Parque do Sabiá                 | Uberlândia               | MG | Gov. Municipal | 39 990     |
| 26   | Barradão                        | Salvador                 | BA | Privado        | 35 000     |
| 26   | Pinheirão                       | Curitiba                 | PR | Privado        | 35 000     |
| 26   | Olímpico da USP                 | São Paulo                | SP | Gov. Estadual  | 35 000     |
| 29   | Teixeirão                       | São José do Rio Preto    | SP | Privado        | 32 168     |
| 30   | Pituaçu                         | Salvador                 | BA | Gov. Estadual  | 32 157     |
| 31   | Arena das Dunas                 | Natal                    | RN | Privado        | 32 050     |
| 32   | Helenão                         | Juiz de Fora             | MG | Gov. Municipal | 31 863     |
| 33   | Arena Barueri                   | Barueri                  | SP | Gov. Municipal | 31 452     |
| 34   | Estádio do Café                 | Londrina                 | PR | Gov. Municipal | 30 000     |
| 34   | Douradão                        | Dourados                 | MS | Gov. Estadual  | 30 000     |
| 36   | Brinco de Ouro                  | Campinas                 | SP | Privado        | 29 130     |
| 37   | Santa Cruz                      | Ribeirão Preto           | SP | Privado        | 28 946     |
| 38   | Boca do Jacaré                  | Taguatinga               | DF | Gov. Distrital | 27 000     |
| 39   | Ilha do Retiro                  | Recife                   | PE | Privado        | 26 418     |
| 40   | Irmão Gino Maria Rossi          | Pouso Alegre             | MG | Gov. Municipal | 26 000     |
| 41   | Pacaembu                        | São Paulo                | SP | Gov. Municipal | 25 900     |
| 42   | Almeidão                        | João Pessoa              | PB | Gov. Estadual  | 25 770     |
| 42   | Amigão                          | Campina Grande           | PB | Gov. Estadual  | 25 770     |
| 44   | Regional Jacy Miguel Scanagatta | Cascavel                 | PR | Gov. Municipal | 25 000     |
| 45   | São Januário                    | Rio de Janeiro           | RJ | Privado        | 24 584     |
| 46   | Independência                   | Belo Horizonte           | MG | Privado        | 23 018     |
| 47   | Ipatingão                       | Ipatinga                 | MG | Gov. Municipal | 22 500     |
| 48   | Arena Joinville                 | Joinville                | SC | Gov. Municipal | 22 400     |
| 49   | Centenário                      | Caxias do Sul            | RS | Privado        | 22 132     |
| 50   | Colosso da Lagoa                | Erechim                  | RS | Privado        | 22 000     |
| 50   | Antônio Otoni Filho             | Guará                    | DF | Gov. Distrital | 22 000     |
| 52   | Canindé                         | São Paulo                | SP | Privado        | 21 004     |
| 53   | Kleber Andrade                  | Cariacica                | ES | Gov. Estadual  | 21 000     |
| 54   | Bezerrão                        | Gama                     | DF | Gov. Distrital | 20 310     |
| 55   | Arena Condá                     | Chapecó                  | SC | Privado        | 20 289     |
| 56   | Presidente Vargas               | Fortaleza                | CE | Gov. Municipal | 20 268     |
| 57   | Arena da Fonte Luminosa         | Araraquara               | SP | Gov. Municipal | 20 205     |
| 58   | Aflitos                         | Recife                   | PE | Privado        | 20 000     |
| 58   | Arena Acreana                   | Rio Branco               | AC | Gov. Estadual  | 20 000     |
| 60   | Alfredo Jaconi                  | Caxias do Sul            | RS | Privado        | 19 924     |
| 61   | Vail Chaves                     | Mogi Mirim               | SP | Privado        | 19 900     |
| 62   | Orlando Scarpelli               | Florianópolis            | SC | Privado        | 19 584     |
| 63   | Lacerdão                        | Caruaru                  | PE | Gov. Municipal | 19 478     |
| 64   | Heriberto Hülse                 | Criciúma                 | SC | Privado        | 19 225     |
| 65   | Alfredão                        | Bauru                    | SP | Privado        | 18 886     |
| 66   | Arena do Jacaré                 | Sete Lagoas              | MG | Privado        | 18 870     |
| 67   | Palma Travassos                 | Ribeirão Preto           | SP | Privado        | 18 277     |
| 68   | Raulino de Oliveira             | Volta Redonda            | RJ | Gov. Municipal | 18 230     |
| 69   | Barão da Serra Negra            | Piracicaba               | SP | Gov. Municipal | 18 000     |
| 69   | Major Levy Sobrinho             | Limeira                  | SP | Gov. Municipal | 18 000     |
| 69   | Ítalo del Cima                  | Rio de Janeiro           | RJ | Privado        | 18 000     |
| 69   | Luthero Lopes                   | Rondonópolis             | MT | Gov. Municipal | 18 000     |
| 73   | Vila Belmiro                    | Santos                   | SP | Privado        | 17 923     |
| 74   | Ressacada                       | Florianópolis            | SC | Privado        | 17 826     |
| 75   | Moisés Lucarelli                | Campinas                 | SP | Privado        | 17 728     |
| 76   | Arena Romeirão                  | Juazeiro do Norte        | CE | Gov. Municipal | 17 230     |
| 77   | Felipão                         | Paranavaí                | PR | Gov. Municipal | 17 147     |
| 78   | Vila Capanema                   | Curitiba                 | PR | Privado        | 17 140     |
| 79   | Trapichão                       | Maceió                   | AL | Gov. Estadual  | 17 126     |
| 80   | Adail Nunes da Silva            | Taquaritinga             | SP | Gov. Municipal | 16 805     |
| 81   | Anacleto Campanella             | São Caetano do Sul       | SP | Gov. Municipal | 16 744     |
| 82   | Martins Pereira                 | São José dos Campos      | SP | Gov. Municipal | 16 500     |
| 82   | Arena Cruzeiro                  | Cachoeirinha             | RS | Privado        | 16 500     |
| 84   | Silvio Salles                   | Catanduva                | SP | Gov. Municipal | 16 444     |
| 85   | Décio Vitta                     | Americana                | SP | Gov. Municipal | 16 300     |
| 86   | Jóia da Princesa                | Feira de Santana         | BA | Gov. Municipal | 16 274     |
| 87   | Curuzu                          | Belém                    | PA | Privado        | 16 200     |
| 88   | Herminio Ometto                 | Araras                   | SP | Privado        | 16 096     |
| 89   | Parque São Jorge                | São Paulo                | SP | Privado        | 16 000     |
| 89   | Vicente Goulart                 | São Borja                | RS | Privado        | 16 000     |
| 91   | Gilbertão                       | Lins                     | SP | Gov. Municipal | 15 770     |
| 92   | Dario Rodrigues Leite           | Guaratinguetá            | SP | Gov. Municipal | 15 769     |
| 93   | Primeiro de Maio                | São Bernardo do Campo    | SP | Gov. Municipal | 12 578     |
| 94   | Prefeito José Costa             | Espírito Santo do Pinhal | SP | Gov. Municipal | 15 727     |
| 95   | Novelli Júnior                  | Itu                      | SP | Gov. Municipal | 15 600     |
| 96   | Arena Batistão                  | Aracaju                  | SE | Gov. Estadual  | 15 586     |
| 97   | Boca do Lobo                    | Pelotas                  | RS | Privado        | 15 478     |
| 98   | Melão                           | Varginha                 | MG | Gov. Municipal | 15 471     |
| 99   | Uberabão                        | Uberaba                  | MG | Gov. Municipal | 15 306     |
| 100  | Sócrates Stamato                | Bebedouro                | SP | Privado        | 15 300     |
| 101  | Frasqueirão                     | Natal                    | RN | Privado        | 15 082     |
| 102  | Nabi Abi Chedid                 | Bragança Paulista        | SP | Privado        | 15 010     |
| 102  | Bento de Abreu                  | Marília                  | SP | Gov. Municipal | 15 010     |
| 104  | Alfredo Chiavegato              | Jaguariúna               | SP | Gov. Municipal | 15 000     |
| 104  | Arapucão                        | Jataí                    | GO | Gov. Municipal | 15 000     |
| 104  | Carlos Affini                   | Paraguaçu Paulista       | SP | Gov. Municipal | 15 000     |
| 104  | Montanha dos Vinhedos           | Bento Gonçalves          | RS | Privado        | 15 000     |
| 104  | JK                              | Itumbiara                | GO | Gov. Municipal | 15 000     |
| 104  | José Maria Campos Maia          | Mirassol                 | SP | Gov. Municipal | 15 000     |
| 104  | Moacyrzão                       | Macaé                    | RJ | Privado        | 15 000     |
| 104  | Giulite Coutinho                | Mesquita                 | RJ | Gov. Municipal | 15 000     |
| 104  | Maria Teresa Breda              | Olímpia                  | SP | Gov. Municipal | 15 000     |
| 104  | Vermelhão da Serra              | Passo Fundo              | RS | Privado        | 15 000     |
| 104  | Torquato Pontes                 | Rio Grande               | RS | Gov. Municipal | 15 000     |
| 115  | Willie Davids                   | Maringá                  | PR | Gov. Municipal | 14 955     |
| 116  | Antonio Lins Ribeiro Guimarães  | Santa Bárbara d'Oeste    | SP | Privado        | 14 913     |
| 117  | Lancha Filho                    | Franca                   | SP | Gov. Municipal | 14 686     |
| 118  | Serrinha                        | Goiânia                  | GO | Privado        | 14 525     |
| 119  | Francisco Nogueira Filho        | Mogi das Cruzes          | SP | Gov. Municipal | 14 384     |
| 120  | Bruno José Daniel               | Santo André              | SP | Gov. Municipal | 11 440     |
| 121  | Anísio Haddad                   | São José do Rio Preto    | SP | Privado        | 14 126     |
| 122  | Soares de Azevedo               | Muriaé                   | MG | Privado        | 13 971     |
| 123  | Jayme Cintra                    | Jundiaí                  | SP | Privado        | 13 905     |
| 124  | Baenão                          | Belém                    | PA | Privado        | 13 792     |
| 125  | Walter Ribeiro                  | Sorocaba                 | SP | Gov. Municipal | 13 772     |
| 126  | Olímpico Pedro Ludovivo         | Goiânia                  | GO | Gov. Estadual  | 13 500     |
| 127  | Ícaro de Castro Melo            | São Paulo                | SP | Gov. Estadual  | 13 400     |
| 128  | Otacília Patrício Arroyo        | Monte Azul Paulista      | SP | Privado        | 13 100     |
| 129  | Fortaleza                       | Barretos                 | SP | Gov. Municipal | 13 007     |
| 130  | Gigante do Norte                | Sinop                    | MT | Gov. Municipal | 13 000     |
| 130  | Oswaldo Scatena                 | Batatais                 | SP | Privado        | 13 000     |
| 132  | Zezinho Magalhães               | Jaú                      | SP | Privado        | 12 978     |
| 133  | 14 de Dezembro                  | Toledo                   | PR | Gov. Municipal | 12 500     |
| 133  | Antônio Accioly                 | Goiânia                  | GO | Privado        | 12 500     |
| 135  | Jorge Ismael de Biasi           | Novo Horizonte           | SP | Privado        | 12 398     |
| 136  | Serra do Lago                   | Luziânia                 | GO | Gov. Municipal | 12 300     |
| 137  | Cornélio de Barros              | Salgueiro                | PE | Gov. Municipal | 12 070     |
| 138  | Arena Capivari                  | Capivari                 | SP | Gov. Municipal | 12 000     |
| 138  | Fumeirão                        | Arapiraca                | AL | Gov. Municipal | 12 000     |
| 138  | Ademir Cunha                    | Paulista                 | PE | Gov. Municipal | 12 000     |
| 138  | Caio Martins                    | Niterói                  | RJ | Privado        | 12 000     |
| 138  | Marizão                         | Caicó                    | RN | Gov. Estadual  | 12 000     |
| 138  | Municipal de Quiterianópolis    | Quiterianópolis          | CE | Gov. Municipal | 12 000     |
| 138  | Adonir Guimarães                | Planaltina               | DF | Gov. Distrital | 12 000     |
| 138  | Antônio Pena                    | Catu                     | BA | Gov. Municipal | 12 000     |
| 138  | Perpetão                        | Cajazeiras               | PB | Gov. Estadual  | 12 000     |
| 147  | OBA                             | Goiânia                  | GO | Privado        | 11 788     |
| 148  | Breno Ribeiro do Val            | Osvaldo Cruz             | SP | Gov. Municipal | 11 784     |
| 149  | José Liberatti                  | Osasco                   | SP | Gov. Municipal | 11 780     |
| 150  | Luiz Viana Filho                | Itabuna                  | BA | Gov. Municipal | 11 745     |
| 151  | Mirandão                        | Crato                    | CE | Gov. Municipal | 11 732     |
| 152  | Lomantão                        | Vitória da Conquista     | BA | Gov. Municipal | 11 538     |
| 153  | José Cavalcanti                 | Patos                    | PB | Gov. Municipal | 11 500     |
| 154  | Nhozinho Santos                 | São Luís                 | MA | Gov. Municipal | 11 429     |
| 155  | Adhermazão                      | Araçatuba                | SP | Gov. Municipal | 11 274     |
| 156  | Geraldão                        | Tauá                     | CE | Gov. Municipal | 11 168     |
| 157  | Gigante do Itiberê              | Paranaguá                | PR | Gov. Municipal | 11 000     |
| 157  | CE Umuarama                     | Umuarama                 | PR | Gov. Municipal | 11 000     |
| 157  | Marizão                         | Sousa                    | PB | Gov. Municipal | 11 000     |
| 157  | Rua Bariri                      | Rio de Janeiro           | RJ | Privado        | 11 000     |
| 161  | Carneirão                       | Vitória de Santo Antão   | PE | Gov. Municipal | 10 911     |
| 162  | Jonas Duarte                    | Anápolis                 | GO | Gov. Municipal | 10 707     |
| 163  | Nicolau Alayon                  | São Paulo                | SP | Privado        | 10 723     |
| 164  | Grito da República              | Olinda                   | PE | Gov. Municipal | 10 700     |
| 165  | Bom Jesus da Lapa               | Apucarana                | PR | Gov. Municipal | 10 682     |
| 166  | Germano Krüger                  | Ponta Grossa             | PR | Privado        | 10 632     |
| 167  | Francisco Novelletto Neto       | Porto Alegre             | RS | Privado        | 10 600     |
| 168  | Junco                           | Sobral                   | CE | Gov. Municipal | 10 500     |
| 168  | Trabalhador                     | Resende                  | RJ | Gov. Municipal | 10 500     |
| 170  | Colina                          | Manaus                   | AM | Gov. Estadual  | 10 451     |
| 171  | Dos Pássaros                    | Arapongas                | PR | Gov. Municipal | 10 440     |
| 172  | Domingão                        | Horizonte                | CE | Gov. Municipal | 10 400     |
| 173  | Bernardo Rubinger de Queiroz    | Patos de Minas           | MG | Gov. Municipal | 10 252     |
| 174  | Pedro Alves do Nascimento       | Patrocínio               | MG | Gov. Municipal | 10 250     |
| 175  | Vavazão                         | Maruim                   | SE | Gov. Estadual  | 10 235     |
| 176  | Parque do Bacurau               | Cametá                   | PA | Gov. Municipal | 10 230     |
| 177  | Barrettão                       | Ceará-Mirim              | RN | Gov. Municipal | 10 068     |
| 178  | Luís Augusto de Oliveira        | São Carlos               | SP | Gov. Municipal | 10 044     |
| 179  | José Sidney Cunha               | Capão Bonito             | SP | Gov. Municipal | 10 022     |
| 180  | Octávio da Silva Bastos         | São João da Boa Vista    | SP | Gov. Municipal | 10 002     |
| 180  | Tico Breda                      | Hortolândia              | SP | Gov. Municipal | 10 002     |
| 182  | Amaros                          | Itápolis                 | SP | Gov. Municipal | 10 000     |
| 182  | Bento Freitas                   | Pelotas                  | RS | Privado        | 10 000     |
| 182  | Arena do Calçado                | Nova Serrana             | MG | Gov. Municipal | 10 000     |
| 182  | Teotônio Vilela                 | Viçosa                   | AL | Gov. Municipal | 10 000     |
| 182  | Florestão                       | Rio Branco               | AC | Gov. Municipal | 10 000     |
| 182  | Estrela D'Alva                  | Bagé                     | RS | Privado        | 10 000     |
| 182  | Cristo Rei                      | São Leopoldo             | RS | Privado        | 10 000     |
| 182  | Complexo Esportivo da ULBRA     | Canoas                   | RS | Privado        | 10 000     |
| 182  | VGD                             | Londrina                 | PR | Privado        | 10 000     |
| 182  | Aryzão                          | Campos dos Goytacazes    | RJ | Privado        | 10 000     |
| 182  | Jair Siqueira Bittencourt       | Itaperuna                | RJ | Privado        | 10 000     |
| 182  | Arena Guanabara                 | Araruama                 | RJ | Privado        | 10 000     |
| 182  | Odair Gama                      | Três Rios                | RJ | Privado        | 10 000     |
| 182  | Aluizão                         | Porto Velho              | RO | Gov. Municipal | 10 000     |
| 182  | Augustinho Lima                 | Sobradinho               | DF | Gov. Distrital | 10 000     |
| 182  | Frei Epifânio                   | Imperatriz               | MA | Gov. Municipal | 10 000     |
| 182  | Presidente Médici               | Itabaiana                | SE | Gov. Estadual  | 10 000     |
| 182  | Nilton Santos                   | Palmas                   | TO | Gov. Estadual  | 10 000     |
| 182  | Ribeirão                        | Tocantinópolis           | TO | Privado        | 10 000     |
| 182  | Passo das Emas                  | Lucas do Rio Verde       | MT | Gov. Municipal | 10 000     |
| 182  | Rosenão                         | Parauapebas              | PA | Gov. Municipal | 10 000     |
| 182  | Arena do Juruá                  | Cruzeiro do Sul          | AC | Gov. Estadual  | 10 000     |
| 182  | Canarinho                       | Boa Vista                | RR | Gov. Estadual  | 10 000     |
| 182  | Gilbertão                       | Manacapuru               | AM | Gov. Municipal | 10 000     |
| 182  | Mirandão                        | Araguaína                | TO | Gov. Estadual  | 10 000     |
| 182  | Andradão                        | Nova Andradina           | MS | Gov. Municipal | 10 000     |
| 208  | Arena Verde                     | Paragominas              | PA | Gov. Municipal | 9 878      |
| 209  | Joaquim de Morais Filho         | Taubaté                  | SP | Privado        | 9 600      |
| 210  | Agostinho Prada                 | Limeira                  | SP | Privado        | 9 486      |
| 211  | Binezão                         | Santa Inês               | MA | Gov. Municipal | 9 146      |
| 212  | Moça Bonita                     | Rio de Janeiro           | RJ | Privado        | 9 024      |
| 213  | PV                              | Campina Grande           | PB | Privado        | 8 800      |
| 214  | Tenente Carriço                 | Penápolis                | SP | Gov. Municipal | 8 769      |
| 215  | Hudson Buck Ferreira            | Matão                    | SP | Gov. Municipal | 8 758      |
| 216  | Mamudão                         | Governador Valadares     | MG | Gov. Municipal | 8 675      |
| 217  | Pedro Benedetti                 | Mauá                     | SP | Gov. Municipal | 8 567      |
| 218  | Tonicão                         | Assis                    | SP | Gov. Municipal | 8 525      |
| 219  | Colosso do Tapajós              | Santarém                 | PA | Gov. Municipal | 8 500      |
| 219  | Atílio Marotti                  | Petrópolis               | RJ | Privado        | 8 500      |
| 221  | Rua Bariri                      | Rio de Janeiro           | RJ | Privado        | 8 300      |
| 222  | Pedro Marin Berbel              | Birigui                  | SP | Gov. Municipal | 8 240      |
| 223  | Frei Norberto                   | Paracatu                 | MG | Gov. Municipal | 8 206      |
| 224  | Navengantão                     | Tucuruí                  | PA | Gov. Municipal | 8 200      |
| 225  | Plínio Marin                    | Votuporanga              | SP | Gov. Municipal | 8 145      |
| 226  | Benito Castellano               | Rio Claro                | SP | Gov. Municipal | 8 136      |
| 227  | Distrital do Inamar             | Diadema                  | SP | Gov. Municipal | 8 075      |
| 228  | Caneleira                       | Santos                   | SP | Privado        | 8 031      |
| 229  | Vila Olímpica                   | Curitiba                 | PR | Privado        | 8 000      |
| 229  | José de Melo                    | Rio Branco               | AC | Privado        | 8 000      |
| 229  | Cajueirão                       | Salinópolis              | PA | Gov. Municipal | 8 000      |
| 229  | Renê Bayma                      | Codó                     | MA | Gov. Municipal | 8 000      |
| 229  | Barretão                        | Lagarto                  | SE | Gov. Estadual  | 8 000      |
| 229  | Barbosão                        | Cruz das Almas           | BA | Gov. Municipal | 8 000      |
| 229  | Primaverão                      | Itapetinga               | BA | Gov. Municipal | 8 000      |
| 229  | Israel Pinheiro                 | Itabira                  | MG | Privado        | 8 000      |
| 229  | Laranjeiras                     | Rio de Janeiro           | RJ | Privado        | 8 000      |
| 229  | Antônio Savatonne               | Teresópolis              | RJ | Privado        | 8 000      |
| 229  | Aldo Dapuzzo                    | Rio Grande               | RS | Privado        | 8 000      |
| 229  | Silvio de Faria Corrêa          | São Gabriel              | RS | Gov. Municipal | 8 000      |

Estados com estádios com oito mil lugares ou mais.
1  São Paulo - 72 estádios
2  Rio de Janeiro - 19 estádios
3  Rio Grande do Sul - 18 estádios
4  Minas Gerais - 17 estádios
5  Paraná - 16 estádios
6  Bahia - 9 estádios
6  Goiás - 9 estádios
6  Pará - 9 estádios
6  Pernambuco - 9 estádios
10  Ceará - 8 estádios
11  Distrito Federal - 6 estádios
11  Paraíba - 6 estádios
13  Maranhão - 5 estádios
13  Santa Catarina - 5 estádios
15  Acre - 4 estádios
15  Mato Grosso - 4 estádios
15  Rio Grande do Norte - 4 estádios
15  Sergipe - 4 estádios
19  Alagoas - 3 estádios
19  Amazonas - 3 estádios
19  Mato Grosso do Sul - 3 estádios
19  Tocantins - 3 estádios
23  Amapá - 1 estádio
23  Espírito Santo - 1 estádio
23  Piauí - 1 estádio
23  Rondônia - 1 estádio
23  Roraima - 1 estádio

## Galeria dos 20 estádios mais importantes

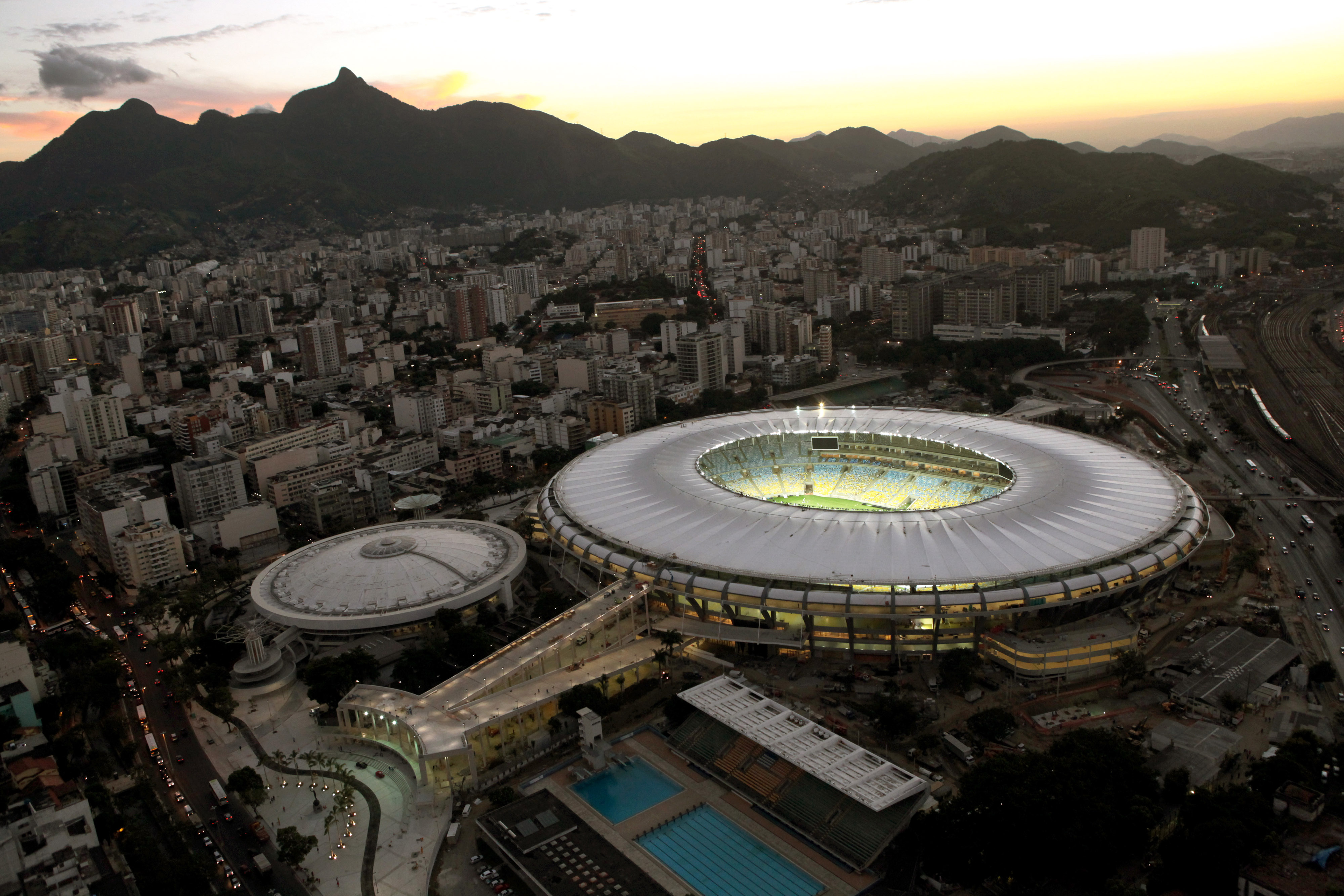
Maracanã, no Rio de Janeiro, o maior estádio brasileiro
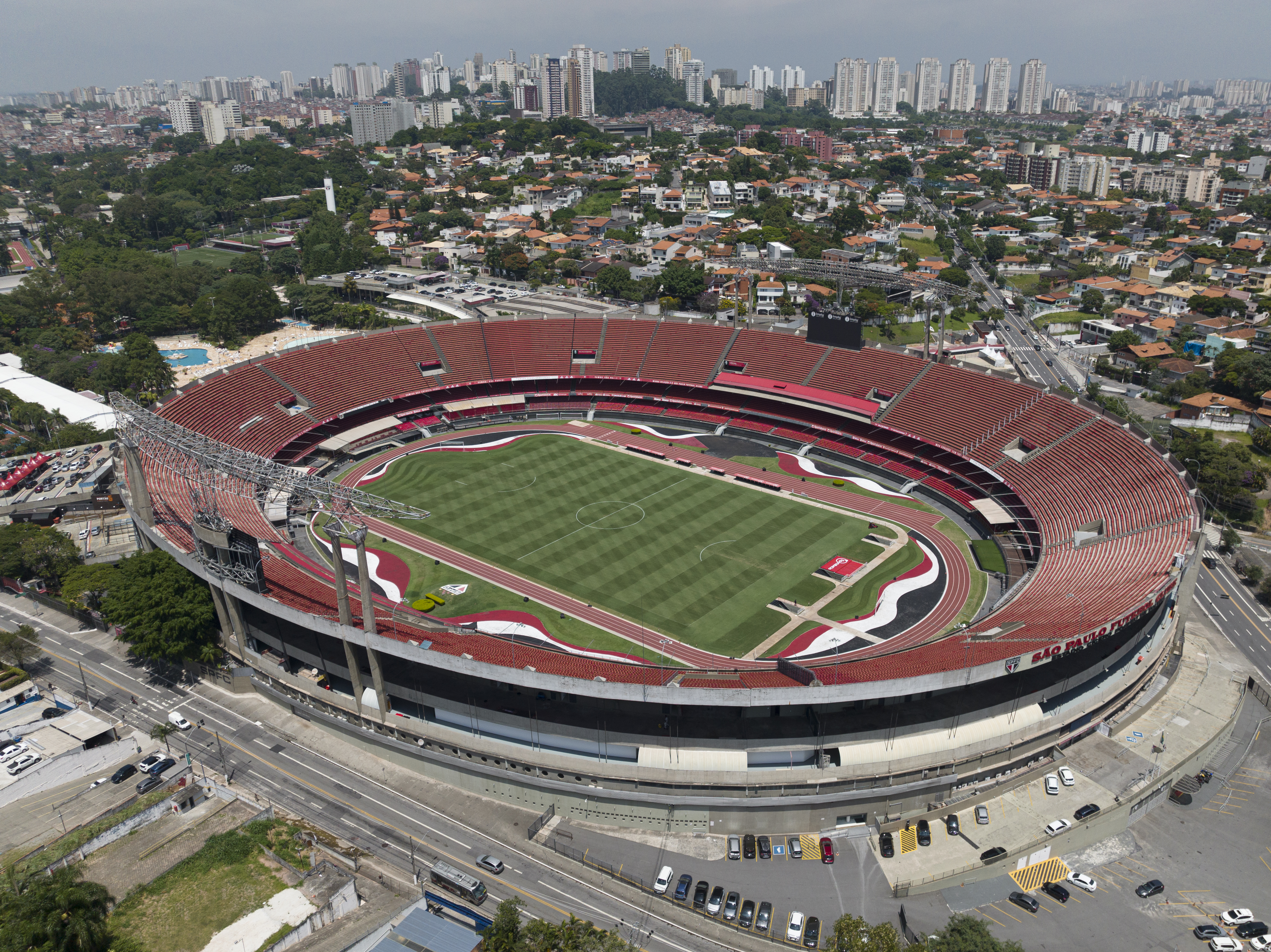
MorumBIS, em São Paulo, o maior privado e o segundo maior estádio brasileiro
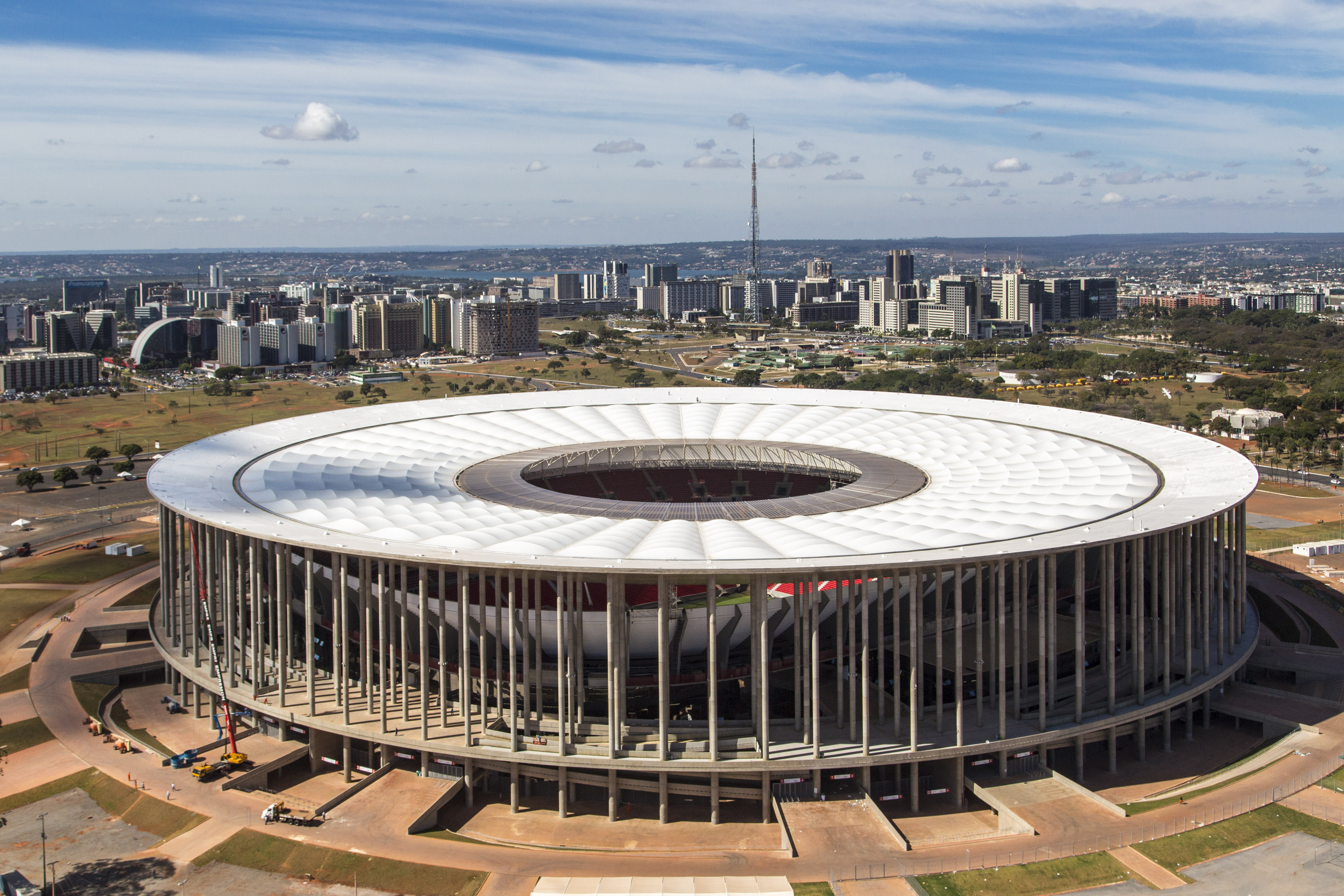
Arena BRB, em Brasília, o terceiro maior estádio brasileiro e o maior do Centro-Oeste do Brasil
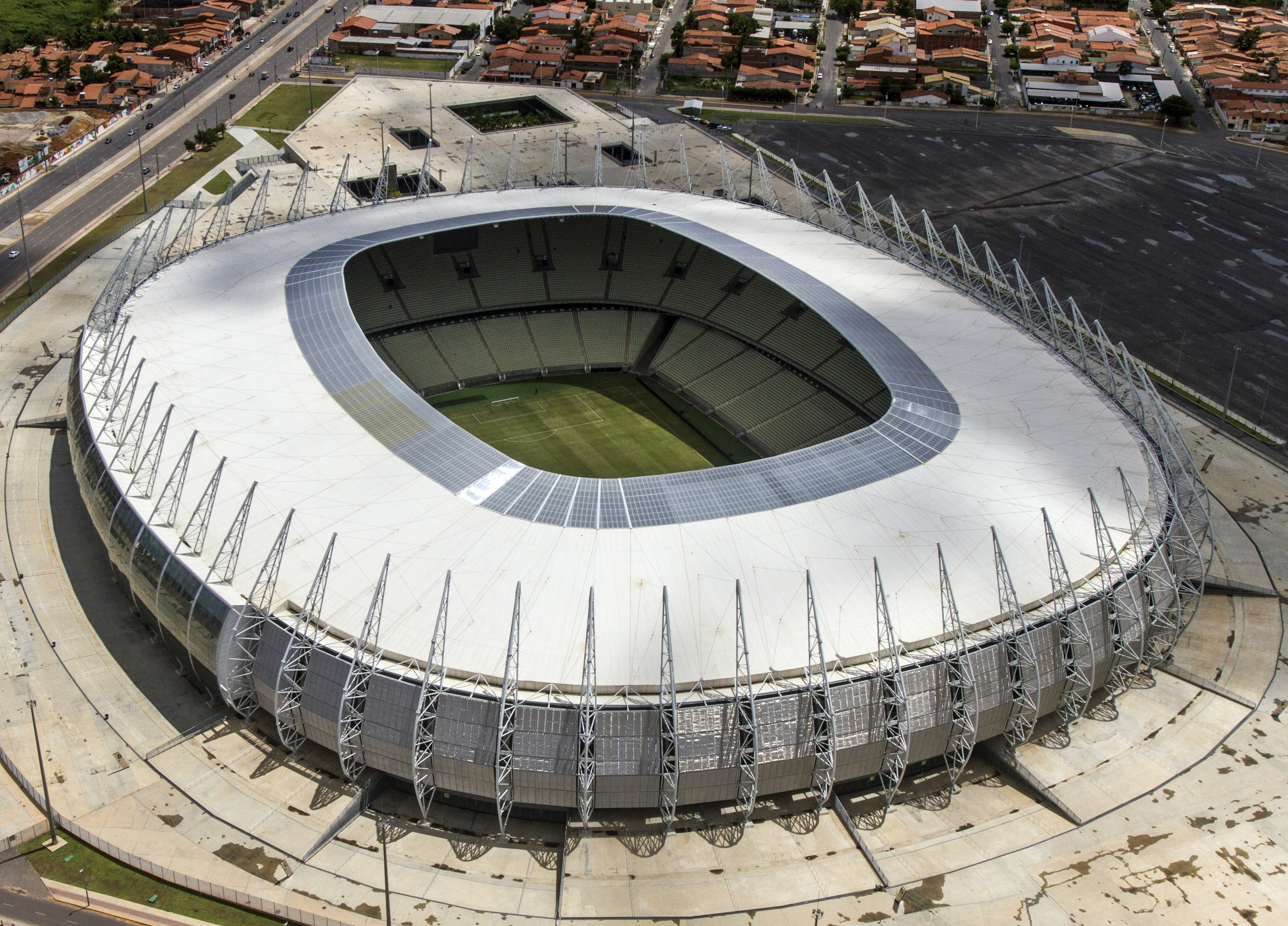
Arena Castelão, em Fortaleza, o quarto maior estádio brasileiro e o maior do Nordeste do Brasil
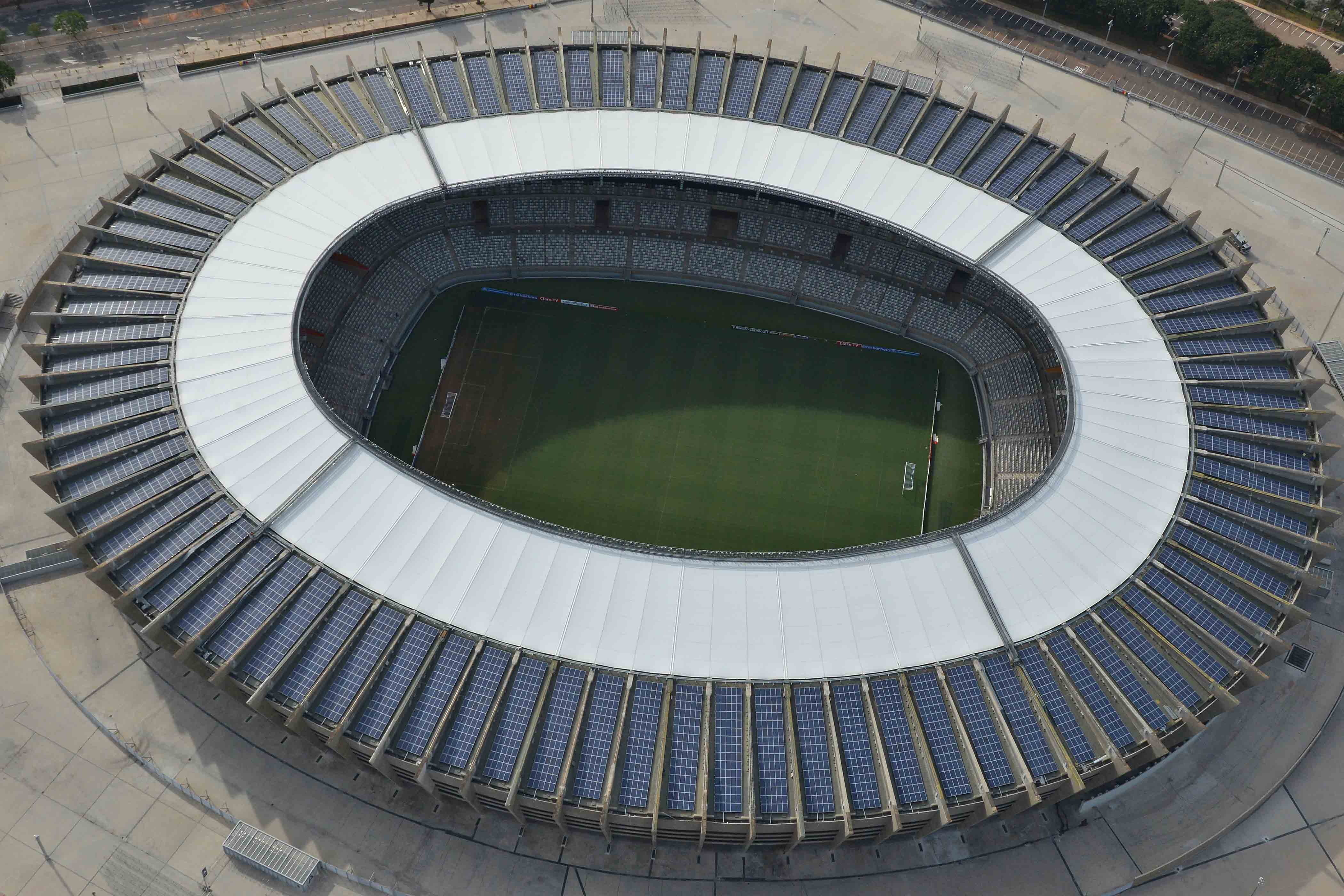
Mineirão em Belo Horizonte, o quinto maior estádio brasileiro
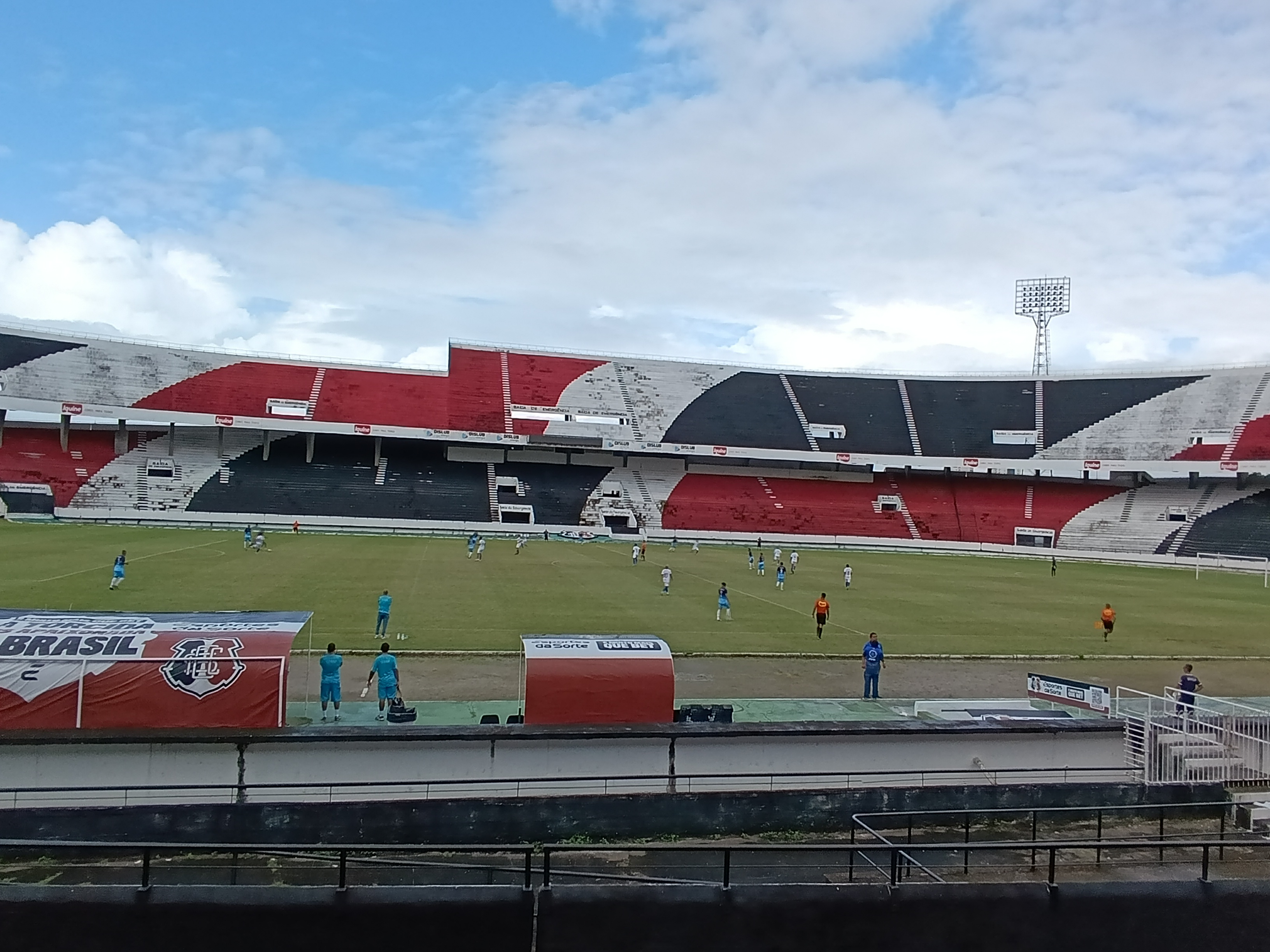
Arruda em Recife, o sexto maior estádio brasileiro e o segundo maior do Nordeste do Brasil
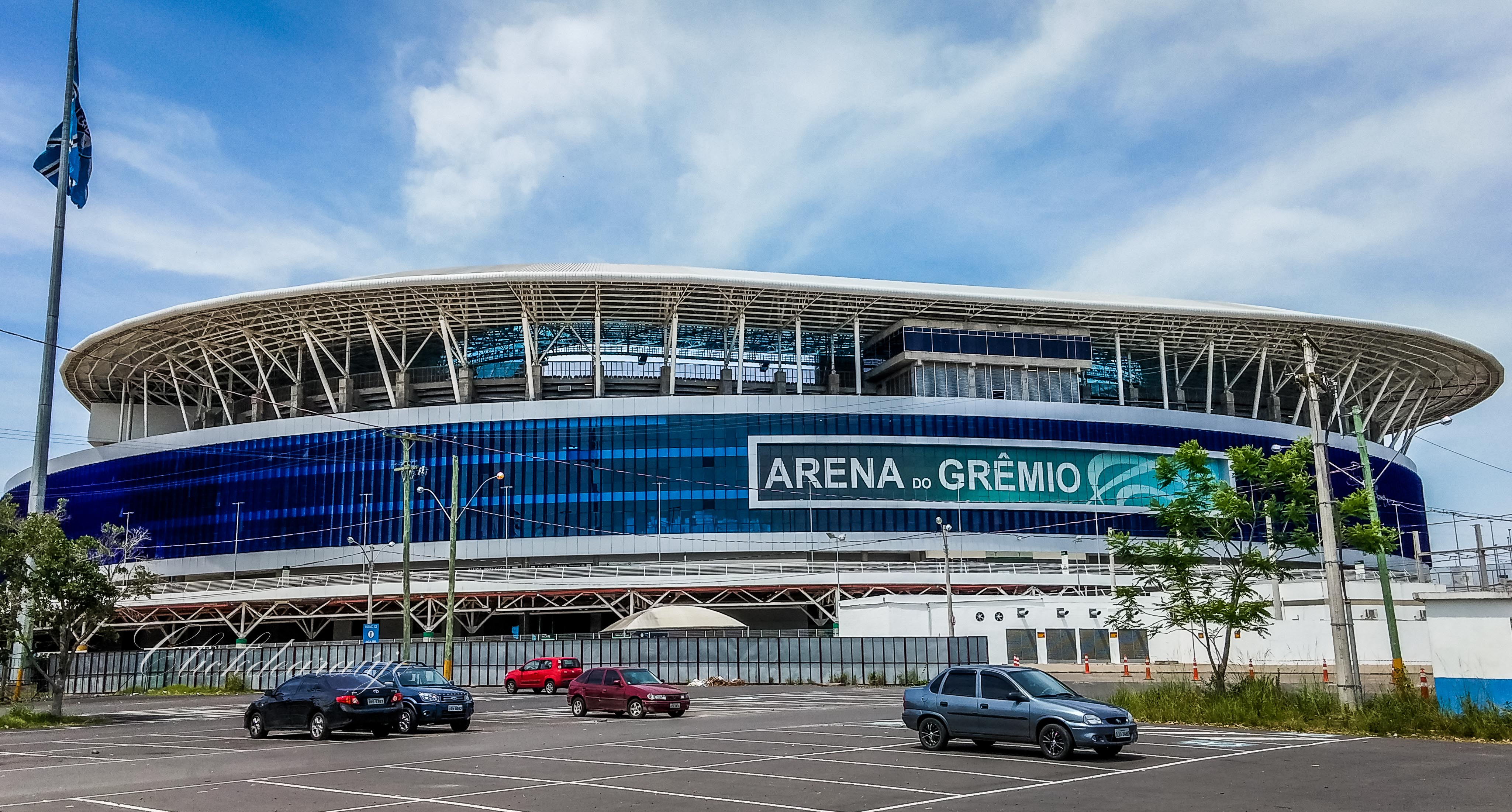
Arena do Grêmio, em Porto Alegre, o sétimo maior estádio brasileiro, e o maior do Sul do Brasil
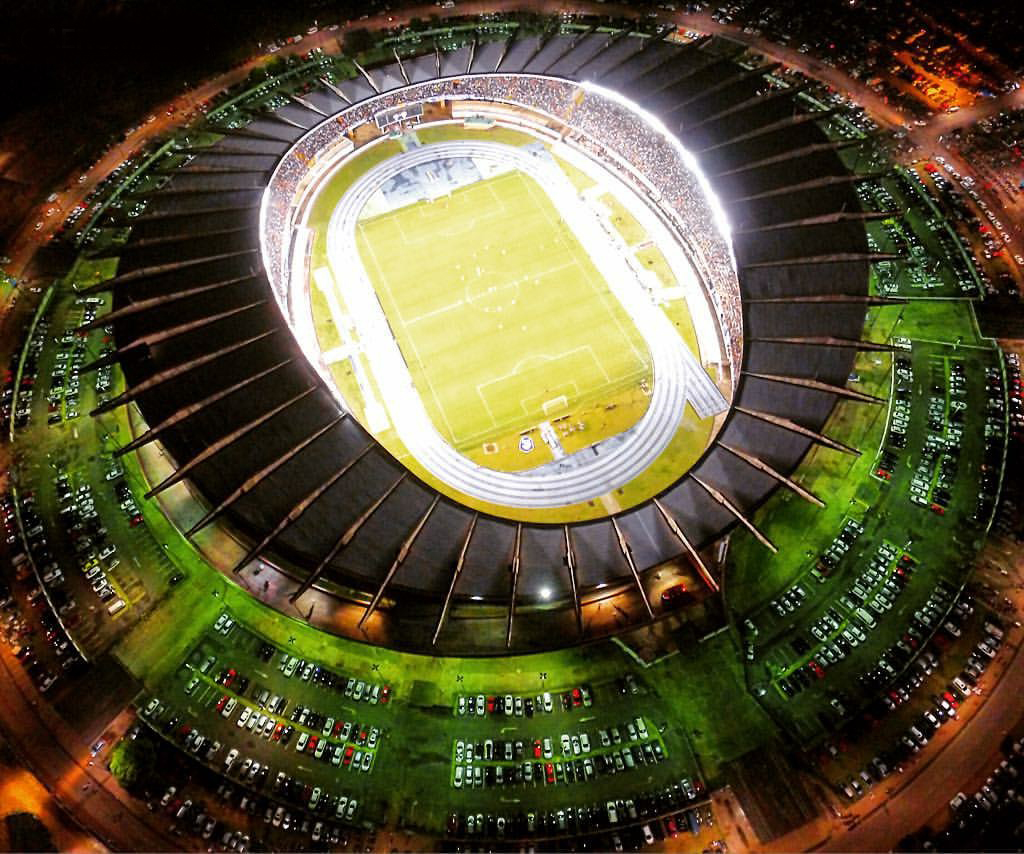
Mangueirão, em Belém, o oitavo maior estádio brasileiro, e o maior do Norte do Brasil
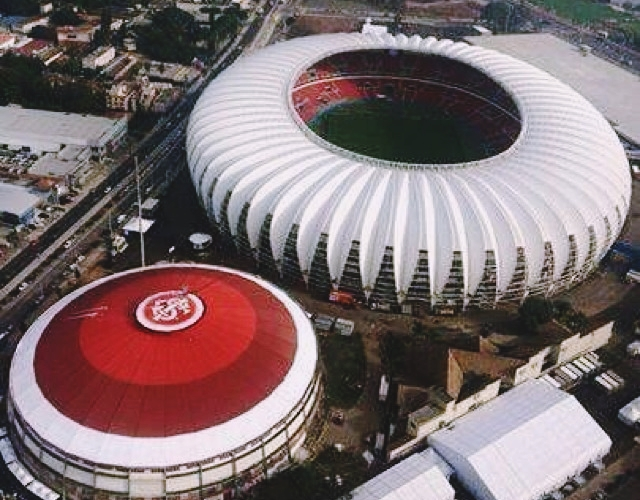
Beira-Rio, em Porto Alegre, o nono maior estádio brasileiro
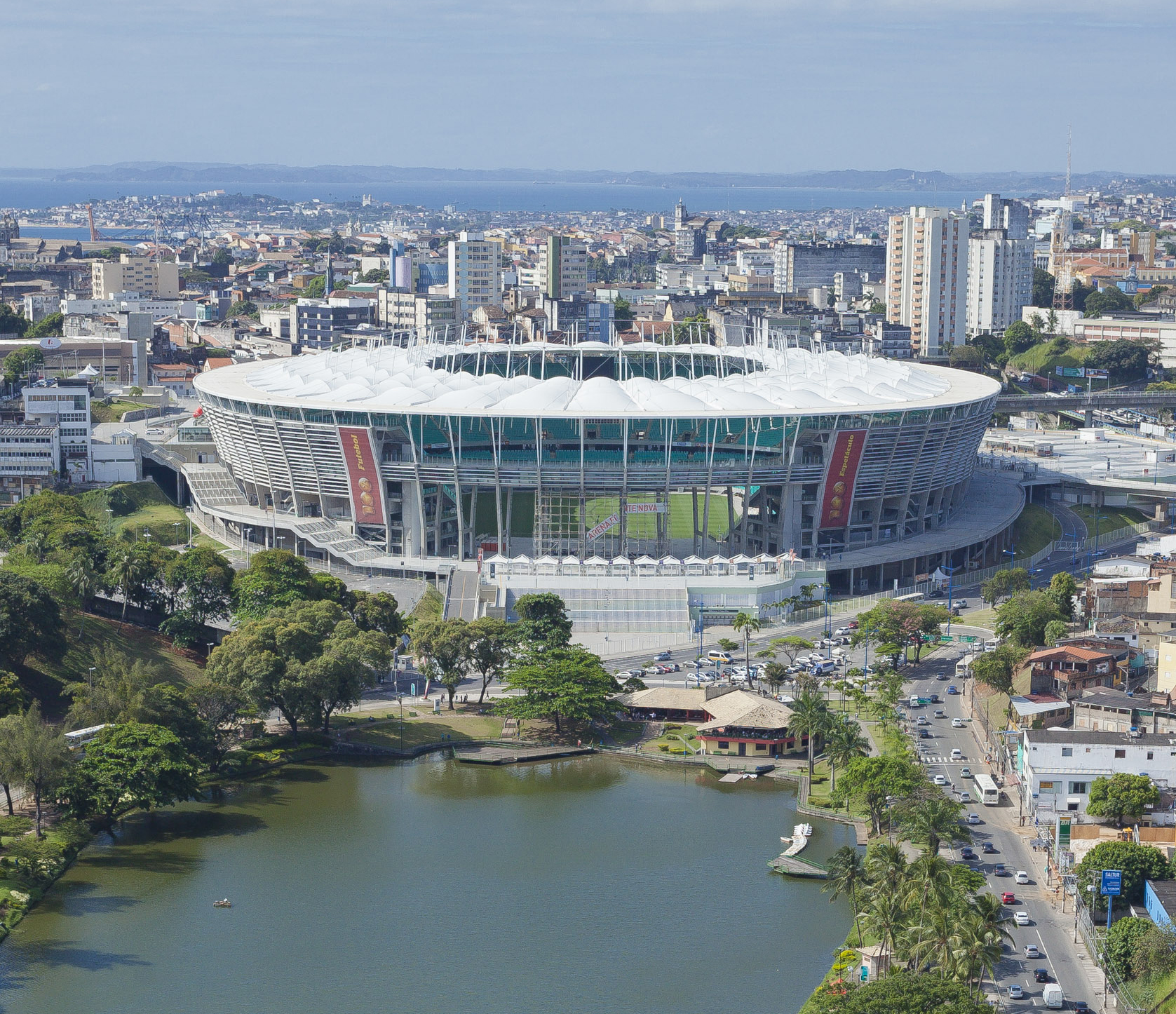
Casa de Apostas Arena Fonte Nova, em Salvador, o décimo maior estádio brasileiro
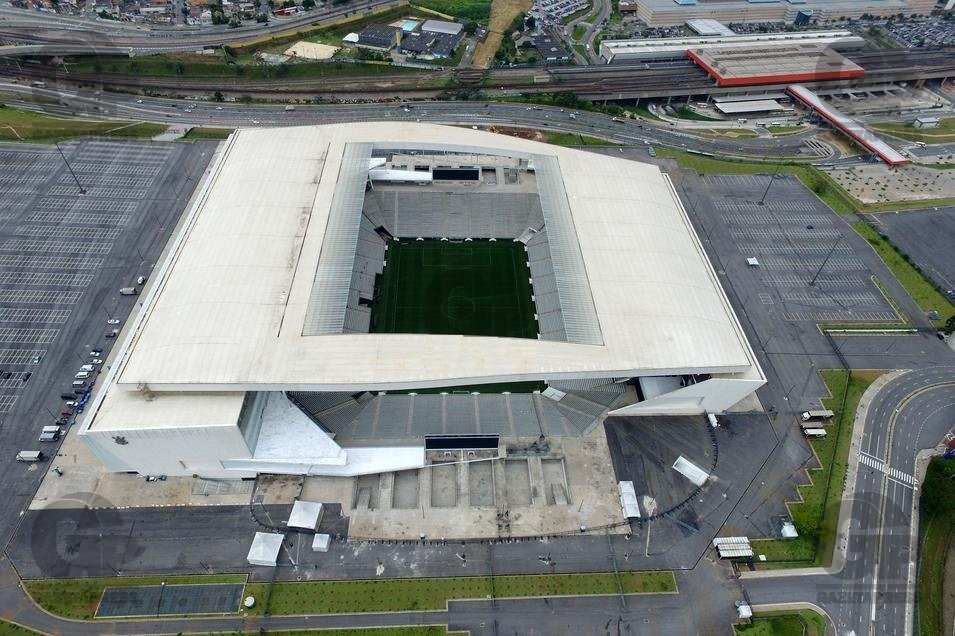
Neo Química Arena, em São Paulo, o décimo primeiro maior estádio brasileiro
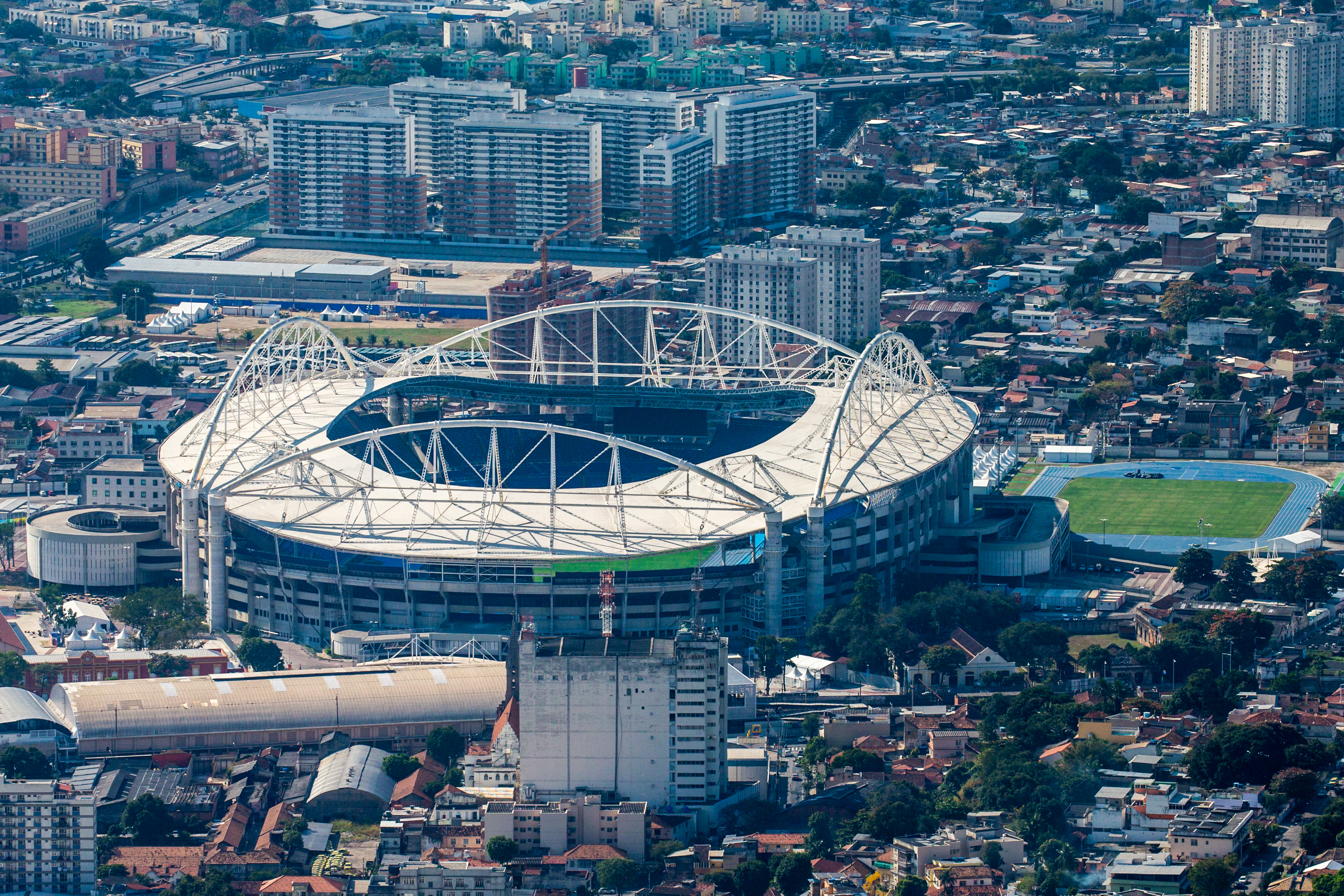
Nilton Santos, no Rio de Janeiro, o décimo segundo maior estádio brasileiro
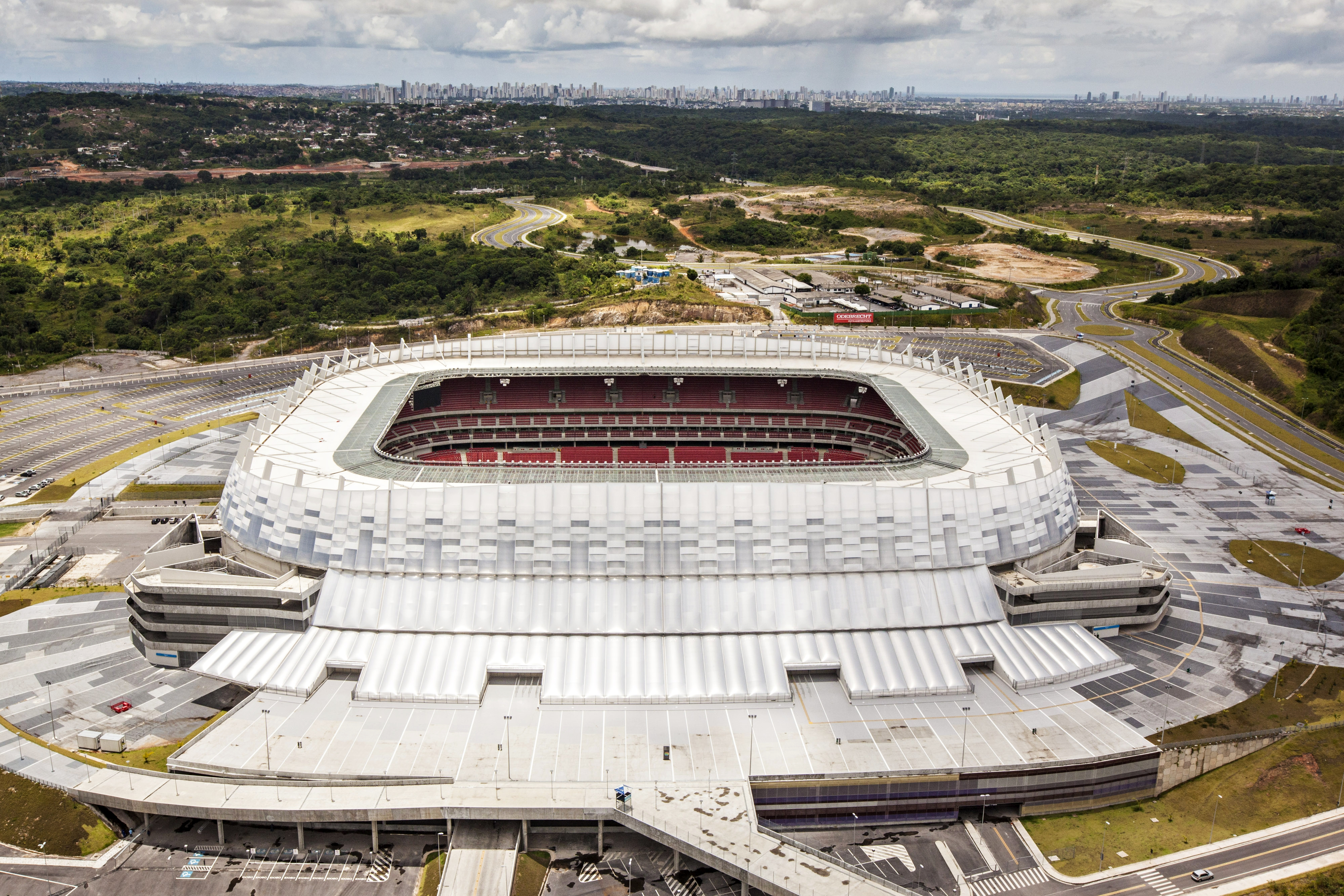
Arena de Pernambuco, em São Lourenço da Mata, o décimo terceiro maior estádio brasileiro
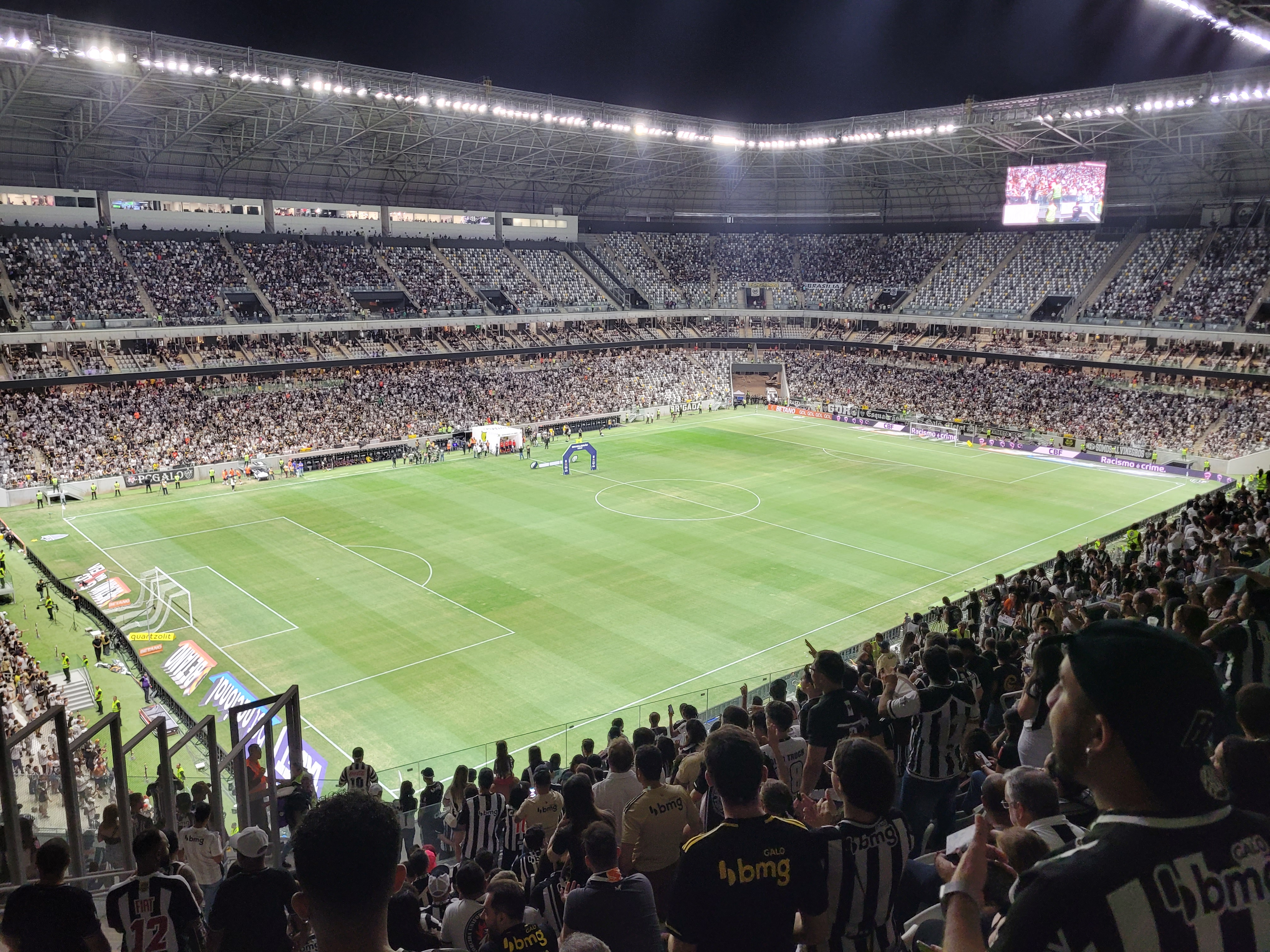
Arena MRV, em Belo Horizonte, o décimo quinto maior estádio brasileiro
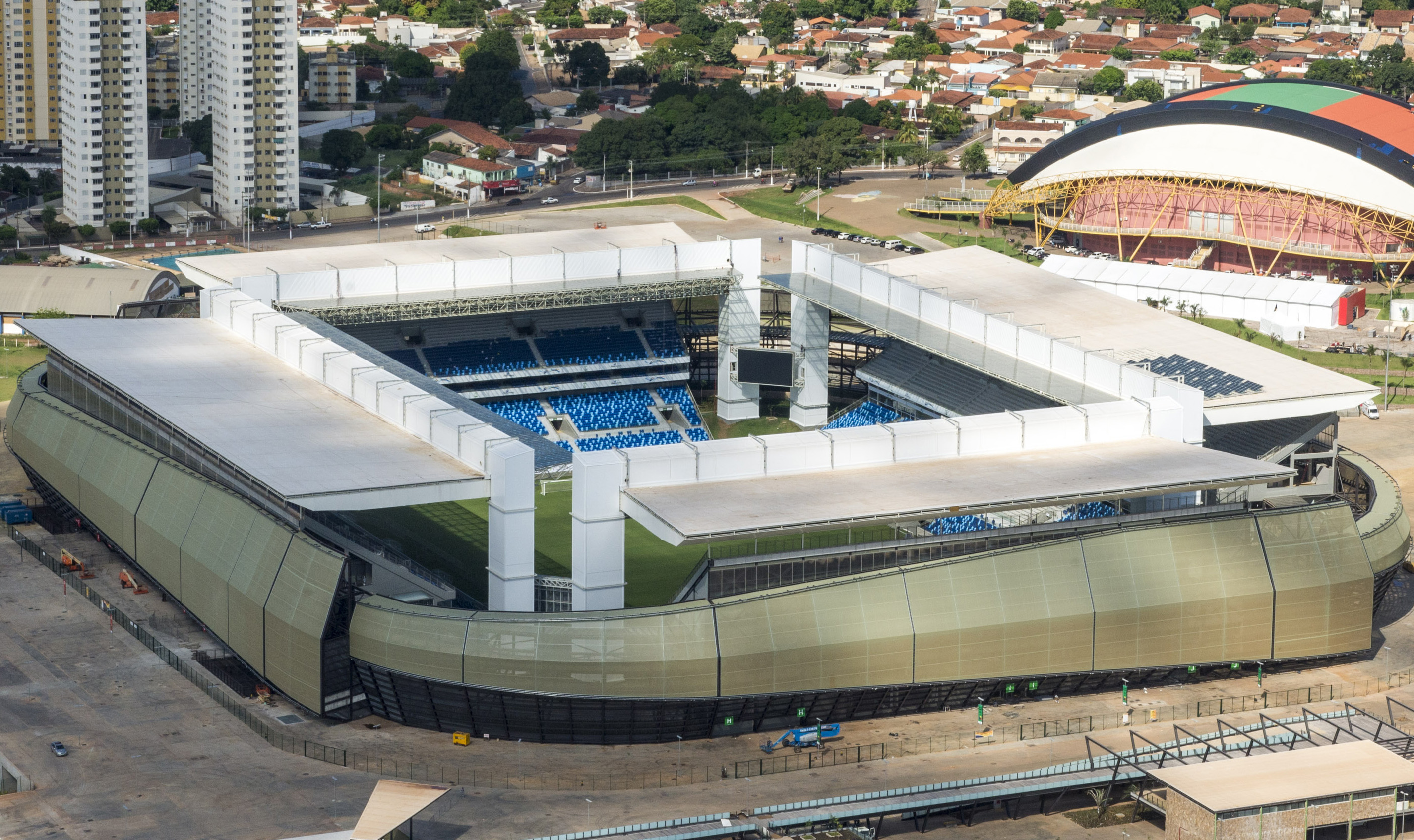
Arena Pantanal, em Cuiabá, o décimo oitavo maior estádio brasileiro
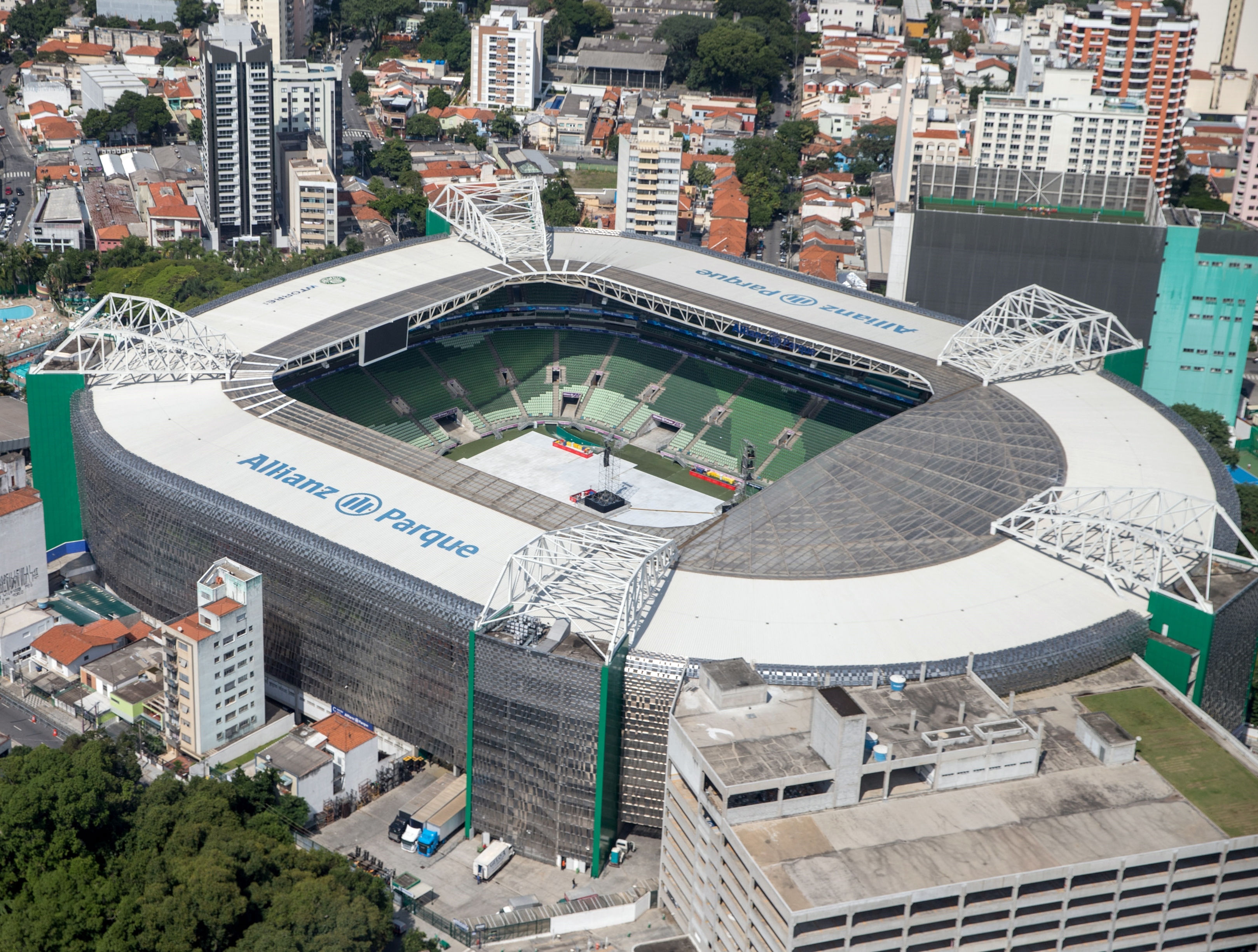
Alianz Parque, em São Paulo, o vigésimo primeiro maior estádio brasileiro
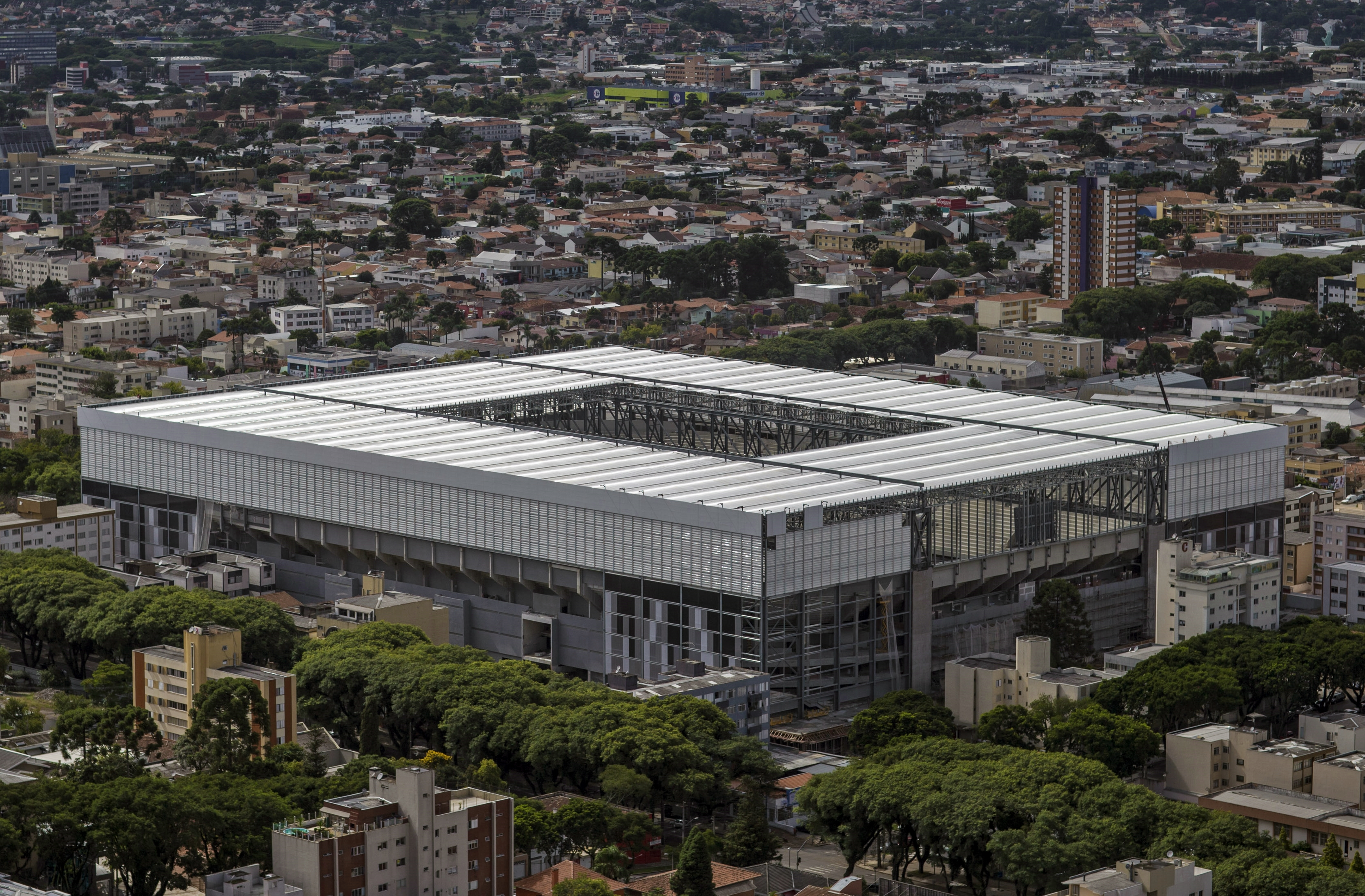
Ligga Arena, em Curitiba, o vigésimo primeiro maior estádio brasileiro
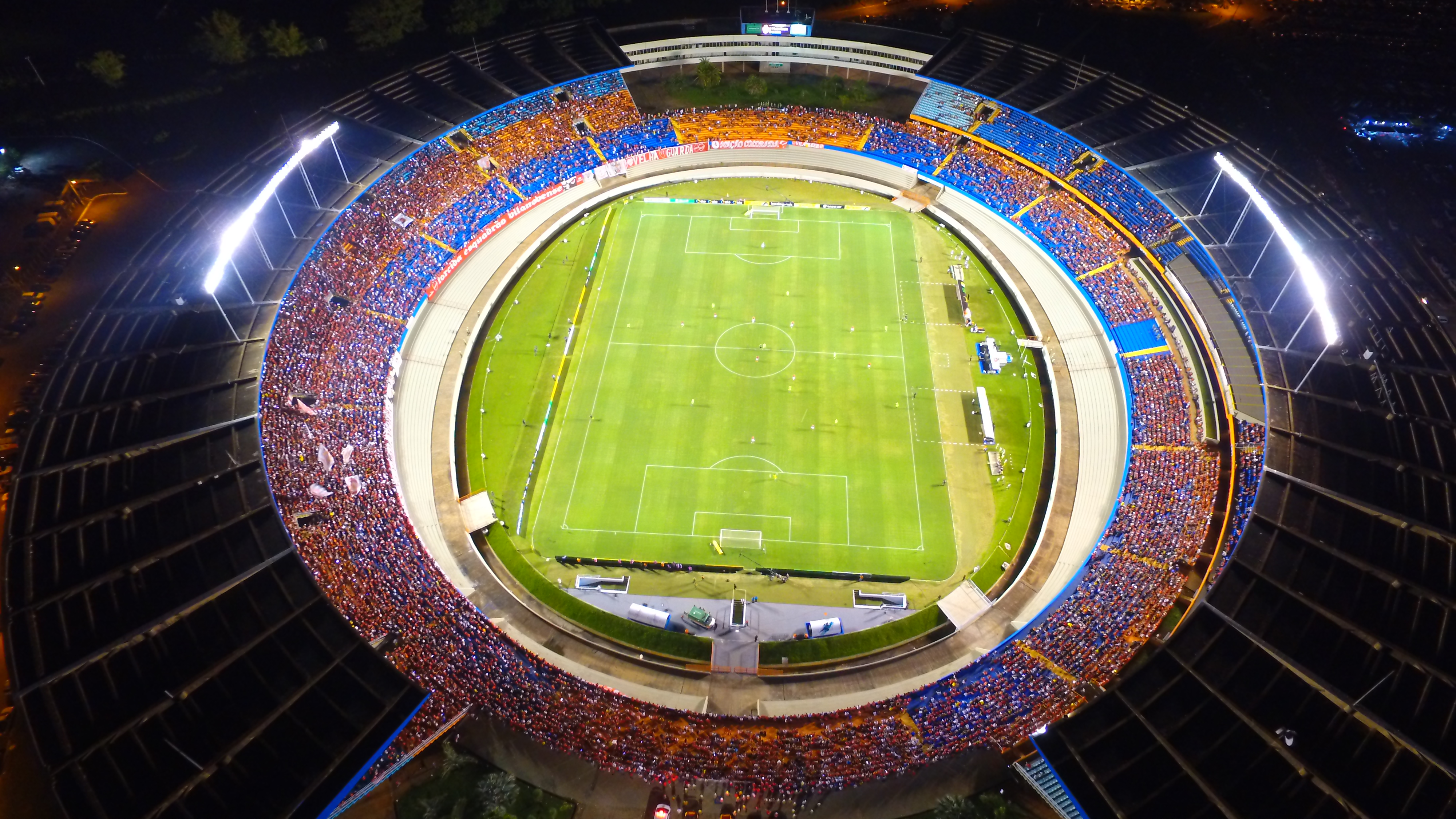
Serra Dourada, em Goiânia, o vigésimo segundo maior estádio brasileiro
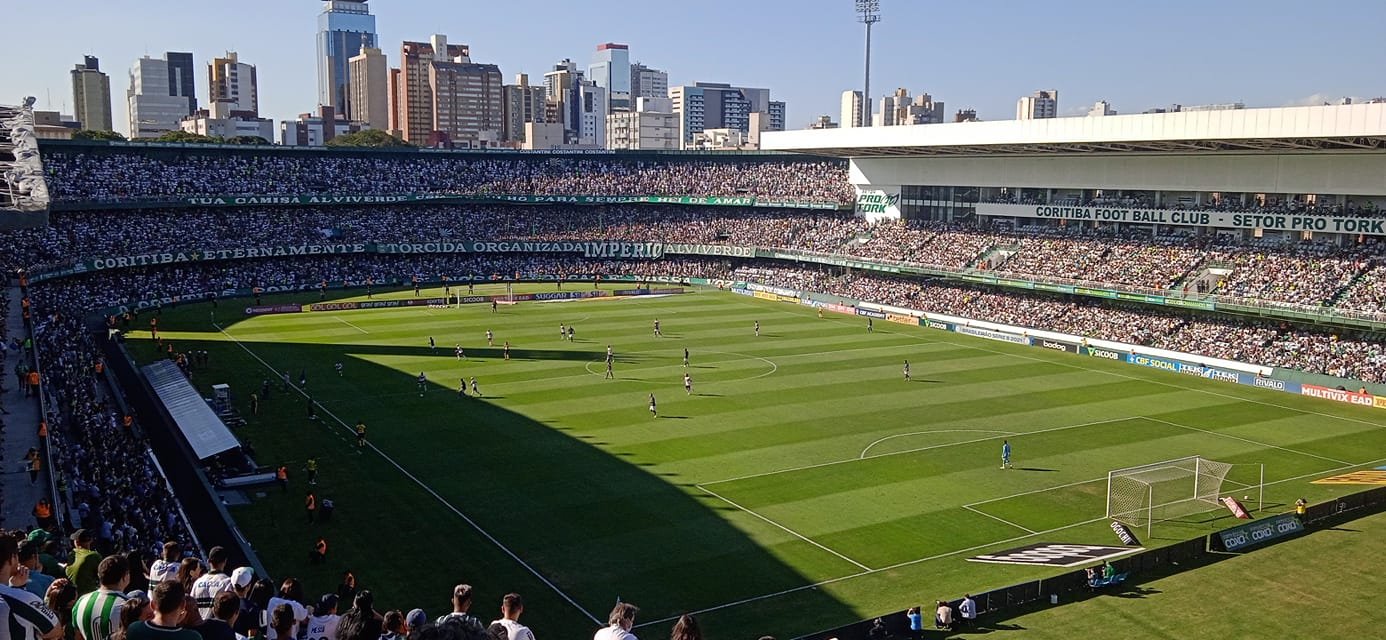
Couto Pereira, em Curitiba, o vigésimo terceiro maior estádio brasileiro
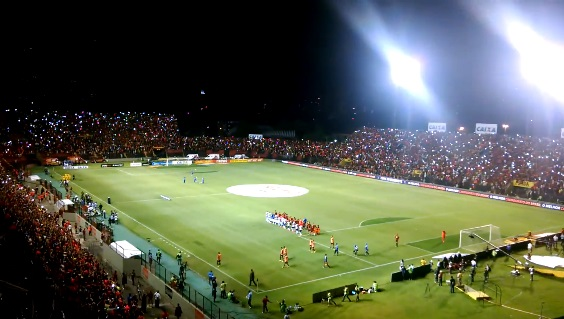
Ilha do Retiro, no Recife, o trigésimo nono maior estádio brasileiro